# Larino
Larino est une commune de la province de Campobasso, dans la région Molise, en Italie.

## Administration
| Période                                  | Période  | Identité         | Étiquette | Qualité |
| ---------------------------------------- | -------- | ---------------- | --------- | ------- |
| 27 mai 2003                              | En cours | Nicola Anacoreta |           |         |
| Les données manquantes sont à compléter. |          |                  |           |         |

### Communes limitrophes
Casacalenda, Guardialfiera, Guglionesi, Montorio nei Frentani, Palata, San Martino in Pensilis, Ururi.

## Jumelage
- San Pellegrino Terme (Italie) depuis 1989.